# Przewalskia tangutica
Przewalskia tangutica là loài thực vật có hoa trong họ Cà. Loài này được Maxim. miêu tả khoa học đầu tiên năm 1881.